# 6 Korpus Pancerny (ZSRR)
6 Korpus Pancerny (ros. 6-й танковый корпус) – jednostka pancerna Armii Czerwonej z okresu II wojny światowej.
6 Korpus Pancerny (6 KPanc) utworzony został na mocy rozkazu z 15 kwietnia 1942. Dowodzony był przez gen. mjra Andrieja Gietmana i podporzędkowany Frontowi Zachodniemu. Następnie wchodził w skład 1 Armii Pancernej wraz z którą brał udział w walkach z armią niemiecką w ramach operacji Rumiancew. 
Z powodu wzorowego wykonywania zadań bojowych i bohaterstwa żołnierzy 6 KPanc. razkazem z 23 października 1943 przemianowany został na 11 Gwardyjski Korpus Pancerny.

## Dowództwo korpusu
Dowódcy:
- gen. mjr Andriej Gietman (19.04.1942 - 23.10.1943)

Szefowie sztabu:
- płk Nikołaj Komarow (17.04.1942 - 1.01.1943)
- ppłk Iwan Sitnikow (1.01.1943 - 22.04.1943)[5].

## Struktura organizacyjna
- 22 Brygada Pancerna
- 100 Brygada Pancerna
- 200 Brygada Pancerna[2]
- 6 Brygada Piechoty Zmotoryzowanej[6].